# Ligament supra-spinal
Le ligament supra-spinal (ou ligament surépineux) est un un ligament situé tout le long de la face postérieure de la colonne vertébrale et formant une jointure fibreuse entre les vertèbres.

## Description
Le ligament supra-spinal débute sur le bord postérieur du foramen magnum et se termine sur la crête sacrale médiane.
Au-dessus de la septième vertèbre cervicale, le ligament supra-épineux se confond  avec le ligament nuchal.
De la septième vertèbres cervicale au sacrum, il unit tous les sommets des processus épineux. 
Entre les processus épineux, il est en continuité avec les ligaments inter-épineux .
Il est plus épais et plus large dans la région lombaire que dans la région thoracique et dans ces deux zones, il est intimement lié au fascia voisin.
Les fibres les plus superficielles s'étendent sur trois ou quatre vertèbres, celles de profondeur moyenne passent entre deux ou trois vertèbres et les plus profondes relient les apophyses épineuses des vertèbres voisines.

## Rôle
Le ligament supra-spinal, associé au ligament longitudinal postérieur, aux ligaments inter-épineux et au ligaments jaunes, contribue à limiter l'hyperflexion de la colonne vertébrale.

## Aspect clinique
Les lésions du ligament supra-spinal peuvent entraîner un épaississement palpable. 
Son exploration peut se faire par échographie. 
Un microtraumatisme peut également endommager le ligament supra-spinal.
Le ligament supra-spinal crée une résistance pour l'insertion de l'aiguille lors des anesthésies péridurales médianes . Cette résistance doit être prise en compte et constitue l'un des premiers tissus sous-cutanés.